# 110295 Elcalafate
110295 Elcalafate è un asteroide della fascia principale. Scoperto nel 2001, presenta un'orbita caratterizzata da un semiasse maggiore pari a 2,6667407 au e da un'eccentricità di 0,0706491, inclinata di 2,27178° rispetto all'eclittica.
L'asteroide è dedicato all'omonima città argentina.